# Dynastie 2 : Les Colby
Pour les articles homonymes, voir Dynastie (homonymie) et Dynasty.
Dynastie
Dynastie 2 : Les Colby, ou L'Empire Colby au Québec, (Dynasty II: The Colbys, ou simplement The Colbys) est un feuilleton télévisé américain en 49 épisodes de 45 minutes, créé par Esther Shapiro, Richard Shapiro, Eileen Pollock et Robert Pollock, et diffusé entre le 20 novembre 1985 et le 26 mars 1987 sur le réseau ABC.
En France, il a été diffusé à partir du 5 octobre 1986 sur La Cinq puis rediffusé sur Téva, et au Québec à partir du 6 septembre 1987 sur le réseau TVA.

## Synopsis
Les Colby est une série dérivée (spin-off) de Dynastie : Jeff et Fallon Colby, lassés de Denver et des intrigues de la famille Carrington, rejoignent la riche famille de Jeff en Californie.

## Distribution

### Acteurs principaux
dans l'ordre d'apparition au générique
- Charlton Heston (VF : Raymond Loyer) : Jason Colby
- John James (VF : Yves-Marie Maurin puis Bernard Lanneau) : Jeff Colby
- Katharine Ross (VF : Nicole Favart) : Francesca « Frankie » Colby Hamilton Langdon (née Scott)
- Emma Samms (VF : Dorothée Jemma) : Fallon Carrington Colby
- Maxwell Caulfield (VF : Vincent Violette puis Georges Caudron) : Miles Colby
- Tracy Scoggins (VF : Pauline Larrieu) : Monica Colby
- Joseph Campanella : Hutch Corrigan (épisodes 1, 4, puis 6 à 8 et 11 à 13)
- Claire Yarlett (en) (VF : Marie-Martine Bisson) : Bliss Colby (n'apparaît pas dans les épisodes 2, 8, 9, 16 et 49)
- Michael Parks : Hoyt Parker / Phillip Colby (épisodes 38 à 49)
- Stephanie Beacham (VF : Liliane Patrick) : Sabella « Sable » Scott Colby (née Scott)
- Ricardo Montalban (VF : Marc Cassot) : Zachary « Zach » Powers (n'apparaît pas dans l'épisode 13)
- Ken Howard : Garrett Boydson (épisodes 1, 4, puis 7 à 15 et 17 à 23, puis 25 et 26)
- Barbara Stanwyck (VF : Lita Recio) : Constance « Conny » Colby Patterson (saison 1, épisodes 1 à 24)

### Acteurs invités
- Diahann Carroll : Dominique Deveraux (épisodes 4, 7, 12, 17, 18, 26 et 27)
- John Forsythe : Blake Carrington (épisodes 2, 4, 7 et 18)
- Gordon Thomson : Adam Carrington (épisodes 5, 6 et 9)
- Jack Coleman : Steven Carrington (épisode 18)

## DVD
L'intégrale de la série en région 2 donc visible pour la première fois en France et uniquement en VO est annoncée chez Médiumrare le 25 Septembre 2017. Le coffret a pour titre "The Colbys".

## Épisodes

### Première saison (1985-1986)
1. Réunion de famille (The Celebration)
2. La Conspiration du silence (Conspiracy of Silence)
3. Moment de vérité (Moment of Truth)
4. Album de famille (Family Album)
5. L’Ombre du passé (Shadow of the Past)
6. L’Affrontement (A House Divided)
7. Les Retrouvailles (The Reunion)
8. La Chute d'une idole (Fallen Idol)
9. La Lettre (The Letter)
10. Une lettre de trop (The Turning Point)
11. À la recherche d'un père (Thursday's Child)
12. Chantage (The Pact)
13. Le Choix de Fallon (Fallon's Choice)
14. Imposteur ou Milliardaire (The Trial)
15. Fils unique contre demi-frère (Burden of Proof)
16. La Maison de mon père (My Father's House)
17. Les Fiançailles (The Outcast)
18. Mariage (The Wedding)
19. Milliardaire en prison (The Honeymoon)
20. Coup double (Double Jeopardy)
21. Héritage empoisonné (A Family Affair)
22. Le Dénouement (The Reckoning)
23. L'Emprise du passé (Anniversary Waltz)
24. Échec et Mat (Checkmate)

### Deuxième saison (1986-1987)
1. Un orage se prépare (The Gathering Storm)
2. Aveux de Fallon (No Exit)
3. Partir ou rester (Jason's Choice)
4. La Bague (The Matchmaker)
5. Pour le meilleur et pour le pire (Something Old, Something New)
6. Le Gala (The Gala)
7. Le Mensonge (Bloodlines)
8. Déception (Deceptions)
9. Frères ennemis (And Baby Makes Four)
10. La Liberté (Bid for Freedom)
11. Scott (Sanctuary)
12. Porté disparu (Reaching Out)
13. Les Yeux du pouvoir (Power Play)
14. L'Héritage (The Legacy)
15. Secret révélé (The Home-Wrecker)
16. Le Tueur d'élite (The Manhunt)
17. Tout s'effondre (All Fall Down)
18. Soupçons (Guilty Party)
19. Le Bébé de Fallon (Fallon's Baby)
20. Divorce ou Mariage (Answered Prayers)
21. Le Revenant (Return Engagement)
22. L'Avocat du diable (Devil's Advocate)
23. Le Retour (Betrayals)
24. L'Impasse (Dead End)
25. À la croisée des chemins (Crossroads)

## Autour de la série
- Pour obtenir l'accord des deux vedettes de participer à leur série, les producteurs n'hésitèrent pas à faire d'abord croire à Charlton Heston et Barbara Stanwyck que chacun avait déjà accepté mais malgré des décors somptueux et de nombreuses vedettes prestigieuses, comme Ricardo Montalban, Katharine Ross, Stephanie Beacham, et Maxwell Caulfield, cette saga s'essoufflera rapidement, s'interrompant au bout de deux saisons tandis que Dynastie, créé en 1981, lui survivra deux ans et accueillera une partie du casting dans des rôles plus ou moins importants. Parmi tous les personnages principaux, seuls Katharine Ross, Joseph Campanella et Michael Parks n'ont jamais participé à la série-mère.
- Personnages principaux de Dynastie, Jeff et Fallon quittent la série au début de la saison 6, après le double épisode Les Titans, qui sert de lancement au spin-off. Emma Samms revient en tant qu'invitée un peu plus tard dans la saison puis dans deux épisodes de la saison suivante. John James revient quant à lui en tant qu'invité dans deux épisodes de la saison 7 avant qu'ils réintègrent tous deux le casting principal de la série-mère dès le début de la saison 8 après l'annulation du spin-off. Stephanie Beacham (Sable Colby) intègre par ailleurs le casting principal de Dynastie dans sa dernière saison pour pallier le départ de Linda Evans et la participation plus sporadique de Joan Collins.